# Wildpad

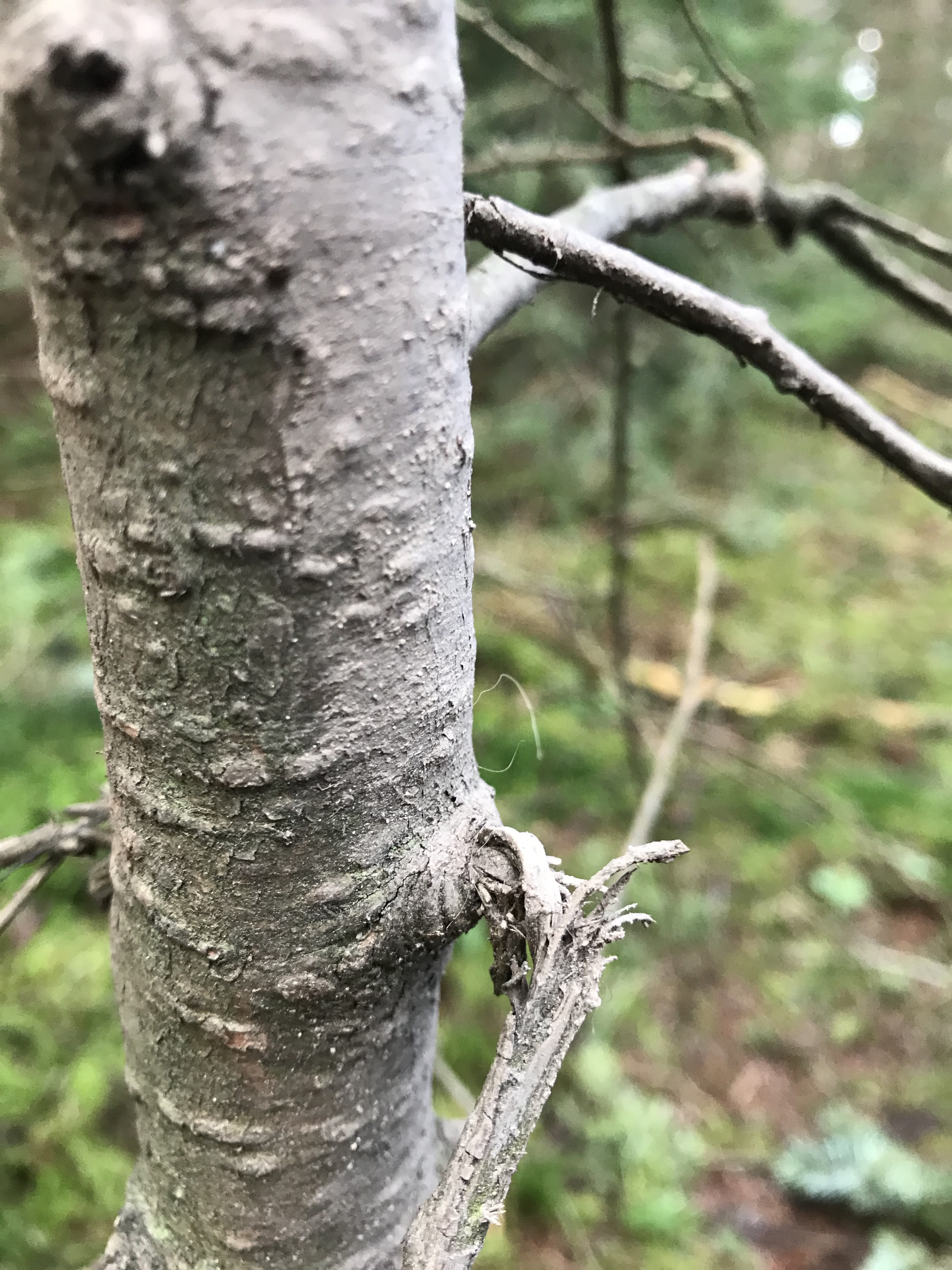
Er zit een dierenhaar aan het boompje, een tak is afgebroken en de modder zit maar aan één kant van de boom waar het dier langs is gelopen. (Speulder-Sprielderbos)

Groot wild

Een wildpad, wildspoor of (wild)wissel is een door wilde dieren gevormde verbinding. Het zijn min of meer vaste verbindingen tussen bijvoorbeeld foerageer- en rustgebieden en drinkplaatsen. Waar een wildpad een weg kruist wordt vaak het waarschuwingsbord J27, 'groot wild', geplaatst. Het heeft een stilistische afbeelding van een hert. Soms wordt een informeel bord met een afbeelding van een ander dier geplaatst.

## Gebruik wissel
Van het bos tot de heide tot een zandverstuiving tot in de berm, overal zijn wildwissels te vinden. Dieren kiezen er voor om net als mensen dezelfde weg naar een bepaalde locatie te kiezen. Dit is makkelijk, om zo snel de juiste plek te komen zonder te verdwalen. Zo is het makkelijk om eten en drinken te vinden, en een goede slaap- en rustplek.

## Uiterlijk
Wildwissels zijn voornamelijk in het bos goed te herkennen. Er lopen smalle paden met weinig bladeren of takken op de grond. Als je goed kijkt kun je langs de wissels bomen zien met sporen van dieren. Op de foto hiernaast is dat heel duidelijk; er zit een dierenhaar aan het boompje, een tak is afgebroken en de modder zit maar aan één kant van de boom waar de dieren langslopen.

## Sporen
Wildwissels vallen niet direct op en daarom is het belangrijk om goed te kijken naar onregelmatigheden, stukken waar opeens geen verjonging is en amper blad op de grond ligt. Daarna kan het gecontroleerd worden op sporen: veel pootafdrukken, afgebroken takken, haren en veegplekken.

## Ecoduct
Een ecoduct is een kunstwerk dat wild de gelegenheid biedt een obstakel te passeren. Als het gebruikt wordt zullen wildpaden op het ecoduct ontstaan.